# Максимова Юлія Петрівна
Юлія Петрівна Максимова (4 березня 1935, м. Расказово Тамбовської області — 29 жовтня 2018) — українська вчена у галузях зоології та екології, ентомолог і педагог, кандидат біологічних наук, доцент, протягом 1987–1993 років — завідувач кафедри зоології в Харківському національному педагогічному університеті імені Григорія Сковороди.

## Біографія
Юлія Петрівна Максимова народилася 4 березня 1935 року в м. Расказово (зараз Тамбовської області Росії). Закінчила середню школу № 2  м. Расказово. У 1958 році закінчила Саратівський сільськогосподарський інститут, навчалася на факультеті захисту рослин від шкідників і хвороб. Із 1961 року навчалася в аспірантурі при кафедрі ентомології на біологічному факультеті Харківського державного університету. З 1 вересня 1964 р. — Ю. П. Максимова працює на кафедрі зоології Харківського державного педагогічного інституту імені Г. С. Сковороди. У 1969 році захистила кандидатську дисертацію на тему «Вредная фауна насекомых и клещей древесных и кустарниковых насаждений г. Харькова и обоснование мероприятий по борьбе с главнейшими видами». Протягом 1964–1966 рр. — асистент кафедри зоології, протягом 1966–1970 рр. — старший викладач, протягом 1970–1981 рр. — доцент, протягом 1987–1993 рр. — завідувач кафедри зоології Харківського державного педагогічного інституту імені Г. С. Сковороди. Померла Юлія Петрівна Максимова 29 жовтня 2018 року.

## Наукова та науково-педагогічна діяльність
До кола наукових інтересів Юлії Петрівни входили фауністика та екологія комах-шкідників, проблеми медичної ентомології, паразитології, зоології безхребетних.
Ю. П. Максимова викладала курс зоології безхребетних.
Особливе місце в педагогічній діяльності Ю .П. Максимової займало природоохоронне виховання студентів, формування у них екологічної культури. Була ініціатором створення студентської дружини охорони природи Харківського державного педагогічного інституту.
Юлія Петрівна була фундатором створення в ХНПУ імені Г. С. Сковороди одного з найкращих у державі первинного осередку Українське товариство охорони природи.

## Деякі публікації
- Максимова Ю. П. 1965. К вопросу о вредных чешуекрылых зеленых насаждений г. Харькова. Вестн. Харьковск. ун-та. 1: 87—93.
- Максимова Ю. П. 1967. К познанию жесткокрылых (Coleoptera), вредящих древесно-кустарниковым насаждениям г. Харькова. Энтомологическое обозрение. 46 (4).
- Моксимовя Ю. П. 1968. Материалы к изучению фауны насекомых и клещей древеснокустарниковых насаждений г. Харькова. Биологические исследования в университетах и педагогических институтах Украины. 274—275.
- Максимова Ю. П. 1971. Златки — вредители городских древесных насаждений. Защита леса от вредных насекомых и болезней: Матер. Всесоюз. науч.-техн. конф. «Применение новых химических и биологических методов борьбы с вредителями и болезнямилеса». М.: МЛТИ. 3: 81-82.
- Бартенев А. Ф., Максимова Ю. П., Солодовникова В. С. 1978. К изучению жуков-усачей (Cerambycidae) и златок (Buprestidae) в Харьковской области. Вестн. Харьков. ун–та, 101: 79-81.
- Солодовникова В. С., Грамма В. Н., Максимова Ю. П., 1980. Охрана редких, исчезающих и реликтовых насекомых и их местонахождений в Харьковской области. Исследования по энтомологии и акарологии на Украине: Тез. докл. II съезда УЭО. Ужгород. 1-3.
- Ефремова, И. Н., Максимова, Ю. П., Мешкова, В. Л. 1998. Влияние техногенного загрязнения на особенности формирования энтомофауны сосны обыкновенной. Вестник зоологии. Отдельный выпуск, 9: 56-58.
- Мухина О. Ю., Максимова Ю. П. 2000. К вопросу оптимизации разведения непарного шелкопряда Lymantria dispar L. (Lepidoptera: Lymantriidae) на искусственных питательных средах. Известия Харьковского энтомологического общества. 8 (2): 170—171.
- Максимова, Ю. П., Ю. Д. Бойчук. 2009. Эколого-фаунистический обзор насекомых-минеров в зеленых насажденияx г. Харькова и его окрестностей. Материалы научных чтений, посвященных 80-летию со дня рождения профессора А. П. Крапивного Харьков: 58.
- Бойчук Ю. Д., Максимова, Ю. П. 2011. Досвід формування санітарно-гігієнічної культури майбутніх учителів біології при вивченні паразитичних червів у курсі зоології безхребетних. Педагогіка здоров'я: збірник наукових праць Всеукраїнської науково-практичної конференції / За загальною редакцією проф. О. М. Микитюка. — Х.: ХНПУ ім. Г. С. Сковороди. 36-38.

## Нагороди
- медаль Президії Верховної Ради СРСР (1970);[2][3]
- нагрудний знак «Відмінник народної освіти України» (1976);[2][3]
- дві срібні медалі ВДНГ СРСР (1988 і 1990);[2][3]
- медаль А. С. Макаренка (1991);[2][3]
- Почесна Грамота Українського товариства охорони природи (1992);[2][3]